# Magazin
Magazin is een band uit Split, Kroatië. 
In de jaren 70 werd de band opgericht als Dalmatinski Magazin. De band begon op festivals te spelen en werd al snel bekend. In 1982 bracht de band hun eerste album uit, Slatko stanje (The Sweet State), met zangeres Marija Kuzmić. Dit album markeerde het begin van hun muzikale carrière en legde de basis voor hun latere succes. De band bereikte zijn hoogtepunt toen zangeres Ljiljana Nikolovska zich bij de groep voegde. Met haar zachte, authentieke sopraanstem zong zij op de volgende zeven albums en bracht de band hiermee ongekende populariteit. Dankzij Nikolovska groeide de band uit tot een van de bekendste en populairste popgroepen in Joegoslavië. Ze bleef lid van de groep tot 1991, toen Danijela Martinović haar opvolgde en het stokje overnam. 
In deze periode won de band, versterkt door operazangeres  Lidija , het nationale festival Dora. Hiermee verdiende ze de kans om Kroatië te vertegenwoordigen op het Eurovisiesongfestival, waar ze uiteindelijk een zesde plaats behaalde. Kort daarna werd Jelena Rozga de zangeres van de groep. In 2006 deed de band opnieuw mee aan Dora en bereikte de finale, maar de overwinning bleef uit. In de jaren die volgden zongen verschillende zangeressen bij de band: Ivana Kovač in 2007 en Andrea Šušnjara vanaf 2010.

## Discografie
- Slatko stanje (1982) (The Sweet State) zangeres Marija Kuzmic
- Kokolo (1983) zangeres Ljiljana Nikolovska
- O, la, la (1984) zangeres Ljiljana Nikolovska
- Piši mi (1985) (Write to Me) zangeres Ljiljana Nikolovska
- Put putujem (1986) (I am Traveling) zangeres Ljiljana Nikolovska
- Magazin (album)|Magazin (1987) (Magazine) zangeres Ljiljana Nikolovska
- Besane noci (1988) (Sleepless Nights) zangeres Ljiljana Nikolovska
- Dobro jutro (1989) (Good Morning) zangeres Ljiljana Nikolovska
- Da mi te zaljubit u mene (1991) (If I Could Make You Fall In Love With Me) zangeres Danijela Martinović
- Došlo vrijeme (1993) (The Time Has Come) zangeres Danijela Martinović
- Najbolje godine (album)|Najbolje godine (1993) (The Best Years) zangeres Ljiljana Nikolovska
- Simpatija (1994) (Sympathy) zangeres Danijela Martinović
- Nebo boje moje ljubavi (1996) (The sky in the color of my Love)
- Da si ti ja (1998) (If you were Me) zangeres Jelena Rozga
- Minus i plus (2000) (Minus and Plus) zangeres Jelena Rozga
- S druge strane mjeseca (2002) (From the other side of the Moon) zangeres Jelena Rozga
- Paaa..? (2004) (Well...) zangeres Jelena Rozga
- Dama i car (2007) (Lady and Emperor) zangeres Ivana Kovac
- Bossa n' Magazin (2008) zangeres Ivana Kovac
- Sijamski blizanci (2010) zangeres Andrea Šušnjara
- Kemija (2010) zangeres Andrea Šušnjara